# Sylvester Tegetmeier
Sylvester Tegetmeier (* in Hamburg; † 1552 in Riga) war ein evangelischer Theologe und Reformator von Livland.

## Leben
Über Herkunft und Jugend ist nichts bekannt. Er studierte an der Universität Rostock, promovierte 1519 zum Magister und wurde dort zuerst Kaplan an der Marienkirche, dann Prediger an St. Jacob. Hier muss er bereits durch Joachim Slüter mit dem Evangelium vertraut geworden sein. Als er 1522 nach Riga kam, um die Erbschaft seines dort verstorbenen Bruders zu holen, sagte ihm der Geist in der von der reformatorischen Bewegung ergriffenen Bürgerschaft so sehr zu, dass er sich dem Ruf nicht entziehen konnte, an die Seite von Andreas Knöpken zu treten. Dem Archidiakon Knöpken wurde er als Gehilfe beigegeben.
Von seinen Zeitgenossen wird er als Feuergeist geschildert, der sich leicht hinreißen ließ und über die einzuhaltenden Grenzen hinweggehen konnte. Ein begabter und redegewandter Mann, konnte er der Reformation in Riga großen Nutzen, aber auch manche Gefahr bringen. Es steht nicht fest, ob er Beziehungen zu Andreas Bodenstein unterhalten hat. Er predigte von der evangelischen Freiheit und eiferte gegen den Bilderdienst. Dadurch löste er den Bildersturm in Riga aus. Das Volk schaffte die Kirchengeräte aus der Kirche, warf die Bilder hinaus und zerstörte die Leichensteine. Nur mit Mühe gelang es ihm, das aufgeregte Volk wieder zu besänftigen.
Dennoch berief ihn 1522 der Rat als Prediger an die Jacobikirche. Diesem Amt gab er sich voll hin. Aber auch für die Reformation im Lande suchte er zu wirken. Auf dem Landtag in Wolmar 1525 begleitete er die evangelischen Abgeordneten und predigte dort täglich. Auch hier hatte er Auseinandersetzungen mit Altgläubigen. Als in Wolmar und später in Dorpat Melchior Hofmann eine anarchistische Bewegung auslöste, suchte er die Gemeinde zu beschwichtigen. In Dorpat arbeitete er auch die Kirchenordnung aus.